# Rosina Mazzarelli
Rosina Mazzarelli (ou Rosa Mazzarelli), née en 1822 à Palerme et morte dans les années 1860, est une chanteuse d’opéra italienne du XIXe siècle,.

## Biographie
Rosina Mazzarelli est née en 1822 à Parlerme. Ses origines familiales et ses années de formation ne sont pas documentées. Dans sa jeunesse, elle se rend en Toscane où elle est remarquée par le puissant impresario d’opéra Alessandro Lanari, qui lui offre son parrainage.
Décrite comme d’une beauté peu commune, elle possède une tessiture de mezzo-soprano et contralto qui lui permet d’interpéter un large registre, incluant des rôles masculins comme celui de Maffio Orsini dans Lucrezia Borgia de Gaetano Donizetti (Livret de Felice Romani),,,.
Son parcours scénographique se concentre sur une période courte, de 1836 à 1844. Ses premiers rôles documentés ont lieu à l’été 1836, dans les opéras Il nuovo Figaro de Luigi Ricci (livret de Jacopo Ferretti) et Torquato Tasso de Donizetti (même librettiste), joués au Teatro degli Avvalorati de Livourne.
L'un des moments décisifs de sa carrière est sa participation à la création de l'opéra Pia de' Tolomei de Donizetti (livret de Salvadore Cammarano) au Teatro Apollo de Venise le 18 février 1837. Dans cette œuvre, elle interprète le rôle travesti de Rodrigo, frère de Pia. Ce qui rend cette interprétation  notable est que le personnage de Rodrigo fut spécifiquement ajouté à l'opéra pour mettre en valeur les talents vocaux de Mazzarelli, contre la volonté initiale du compositeur et après négociation entre ce dernier, Alessandro Lanari, et le directeur de la Fenice,,.
Entre octobre 1838 et mars 1839, Rosina Mazzarelli se produit dans plusieurs opéras à La Fenice de Venise. À l'automne 1839, elle chante à la Scala de Milan dans Roberto Devereux de Donizetti, où elle interprète le rôle de Sara, duchesse de Nottingham, aux côtés de Giuseppina Armenia, Lorenzo Salvi et Ignazio Marini.
À l’été 1840, elle part pour Madrid dans le cadre d’un contrat d’une année, et y chante notamment dans Lucrezia Borgia. Cette tournée se termine par une représentation à son bénéfice particulièrement appréciée du public,.
En décembre 1841, elle se produit à Paris dans Lucrezia Borgia, et le périodique La Patrie en dit « ... En ce moment il y a à Paris une cantatrice qui est tout simplement l'une des plus belles réputations de l'Italie, la Rosina Mazzarelli, jeune femme de vingt ans, qui après avoir rempli du bruit de ses succès, Naples, Florence, Venise, Milan et tous les grands théâtres d'Italie, est allée à Vienne et à Madrid chercher des ovations dont il y a peu d'exemples dans les fastes artistiques. La Mazzarelli est attendue par les scènes italiennes qui se la disputent, mais il nous semble que si M. Dormoy le voulait bien, il ne lui serait pas impossible d'arrêter en France la Mazzarelli, en lui faisant comprendre qu'il y a un grand honneur, même pour les plus brillantes réputations, à se faire consacrer par les bravos de Paris, la capitale des arts... ».
Sa dernière prestation attestée a lieu à la période du carnaval 1844, au Teatro Nuovo de Padoue, dans l’opéra Maria Stuarda de Donizetti où elle interprète le rôle éponyme. Elle interrompt ensuite sa carrière à l’opéra, pour des raisons non documentées.
À partir de 1848, elle donne des cours de chant à la future soprano Marietta Piccolomini, et persuade la famille de cette dernière, réticente, de la laisser faire ses débuts au théâtre.
La fin de sa vie et la date exacte de son décès, dans les années 1860, ne sont pas documentées.
Sa sœur Fanny Mazzarelli suit une carrière de chanteuse et de pantomime, puis s’installe à Milan après voir épousé en 1840 le danseur, chorégraphe et compositeur Luigi Astolfi.